# Поклон
Поклон е движение на тялото напред от кръста надолу, с което се изразява уважение от човек към човек. Това е ритуално навеждане и може да се изрази и само с глава, а в някои случаи с навеждане на тялото до земята.
Съществува в различни религии и култури. При някои е прието да се дава при среща, влизане в помещение с по-високостоящи, а при други – при раздяла, тръгване. С това се изразява уважение или покорство.
В някои религии се използва и като обръщение към божествата. В православното християнство при напускане на църква човек се прекръства и покланя.